# Microstylum lacteipenne
Microstylum lacteipenne är en tvåvingeart som först beskrevs av Christian Rudolph Wilhelm Wiedemann 1828.  Microstylum lacteipenne ingår i släktet Microstylum och familjen rovflugor. Inga underarter finns listade i Catalogue of Life.